# Ashlynn Brooke
Ashlynn Brooke (Choctaw, 14 agosto 1985) è un'ex attrice pornografica statunitense.

## Biografia
La Brooke è nata a Choctaw in Oklahoma. È stata una cheerleader per nove anni e si è diplomata nel maggio del 2003. Prima di diventare un'attrice pornografica nel 2006, ha lavorato presso una concessionaria d'auto usate vicino ad Oklahoma City per tre anni.
Il primo impiego nell'industria pornografica per la Brooke è stato un servizio fotografico per una rivista di Oklahoma, per il quale successivamente ha lavorato come spogliarellista. Nel 2007 ha lavorato in esclusiva per la New Sensations/Digital Sin e nel 2009 ha debuttato come regista con il film Ashlynn Brooke's Lesbian Fantasies. Ha anche eseguito un cameo nel film horror Piranha 3D.
Nel 2010, dopo il matrimonio con Travis Rogers e la nascita del suo primo figlio, ha annunciato il ritiro dall'industria pornografica. Nel 2011 è stata nominata dalla CNBC come una delle dodici attrici più popolari nel mondo del porno.

## Riconoscimenti
- F.A.M.E. Awards
  - 2008 Favorite Breasts (Fan Award)[9]

## Filmografia parziale

### Attrice
- The 4 Finger Club 24 (2007)
- Addicted Forever (2007)
- Ashlynn And Friends (2007)
- Ashlynn And Friends 2 (2007)
- Ashlynn Goes to College (2007)
- Ashlynn's Reality Check (2007)
- Bound to Please (2007)
- Brea's Prowl (2007)
- Busty College Coeds 3: P.O.V. (2007)
- Double Play 5 (2007)
- Fantasy All-Stars 5 (2007)
- Fresh Outta High School 5 (2007)
- I Film Myself 4 (2007)
- Lez stravaganza 4 (2007)
- My Place 4 (2007)
- Naughty Amateurs 2 (2007)
- On the Road: South Beach (2007)
- On the Road: South Beach numero 2 (2007)
- She Likes It Big (2007)
- She Likes It Big 2 (2007)
- Stuffin' Young Muffins 8 (2007)
- Teen Dreams 15 (2007)
- The Ties That Bind 2 (2007)
- Who's the New Girl? 2 (2007)
- 2 Holes 1 Pole (2008)
- Addicted 4 (2008)
- Addicted 5 (2008)
- All about Ashlynn (2008)
- All about Ashlynn 2 (2008)
- Ashlynn And Friends 3 (2008)
- Ashlynn And Friends 4 (2008)
- Ashlynn And Friends 5 (2008)
- Ashlynn And Friends 6 (2008)
- Ashlynn Goes To College 2 (2008)
- Ashlynn Goes To College 3 (2008)
- Ashlynn Goes To College 4 (2008)
- Big Pole Little Hole (2008)
- Big Sausage Pizza 17 (2008)
- Blonde-Stravaganza (2008)
- Boob stravaganza 9 (2008)
- Boob stravaganza 10 (2008)
- Boob stravaganza 11 (2008)
- Cum-Stravaganza (2008)
- Erik Everhard Fucks Them All! 2 (2008)
- Fantasy All Stars 6 (2008)
- Fantasy All-Stars 7 (2008)
- Fantasy All-Stars 8 (2008)
- Getting All A+s (2008)
- Getting All A+s 2 (2008)
- Handies (2008)
- Hearts and Minds 2: Modern Warfare (2008)
- I Love Ashlynn (2008)
- I Love Young Girls 4 (2008)
- I Love Girls Doin' Girls (2008)
- I Love 100th Edition (2008)
- I Love P.O.V. (2008)
- Lez Stravaganza! 8 (2008)
- Monster Meat 7 (2008)
- My Plaything: Ashlynn Brooke (2008)
- Michael Stefano Does Them All (2008)
- Monster Meat 10 (2008)
- Monster Meat! 12 (2008)
- Monster Meat 11 (2008)
- Monster Meat 4 (2008)
- The Naughty Cheerleaders Club (2008)
- Pop Goes the Weasel 2 (2008)
- Schoolgirl P.O.V. 2 (2008)
- Teen-Mania (2008)
- Teenstravaganza! 7 (2008)
- Tommy Gunn's Point Blank: P.O.V. (2008)
- Young Girls with Big Tits 2 (2008)
- Young Girls With Big Tits 3 (2008)
- Young Girls With Big Tits 4 (2008)
- Young Girls with Big Tits 5 (2008)
- Young, Wet, Horny 4 (2008)
- 3 Way-Stravaganza (2009)
- 3G! Girls, Girls, Girls (2009)
- 30 Rock: A XXX Parody (2009)
- 4 Finger Club 27 (2009)
- 70's Show: A XXX Parody (2009)
- All About Ashlynn 3 (2009)
- Ashlynn Brooke's Adventures In Sex (2009)
- Ashlynn Brooke's All-Star Sluts (2009)
- Ashlynn Brooke's Lesbian Fantasies (2009)
- Ashlynn & Friends 7 (2009)
- Ashlynn & Friends 8 (2009)
- A Shot to the Mouth (2009)
- AVN Awards 2009 (2009)
- Best of New Sensations 2008 (2009)
- Cums In Her Mouth Not In Her Hands 2 (2009)
- Cum On My Big Tits (2009)
- Entourage: A XXX Parody (2009)
- Fuck Team 5 (2009)
- Getting All A+s 7 (2009)
- I Love Ashlynn 2 (2009)
- I Love Blondes 2 (2009)
- I Love Girls Doin' Girls numero 2 (2009)
- I Love Lindsey (2009)
- Monster Meat! 18 (2009)
- My XXX Secretary 2 (2009)
- Only The Beautiful (2009)
- Panty Hoes 8 (2009)
- Scrubs: A XXX Parody (2009)
- Seinfeld: A XXX Parody (2009)
- She Likes It Big numero 4 (2009)
- Sex Crazed Nymphos (2009)
- Sex with Young Girls 12 (2009)
- Sex in My PJ's 2 (2009)
- The Office: A XXX Parody (2009)
- The Sex Files: A Dark XXX Parody (2009)
- Teen Hitchhikers 19 (2009)
- WKRP In Cincinnati: A XXX Parody (2009)
- Young Girls With Big Tits numero 8 (2009)
- Young - 4 Pack (2009)
- 5 Bourgeoises Un Peu Putes (2010)
- The Office 2 A XxX Parody (2010)

### Regista
- Ashlynn Brooke's Lesbian Fantasies 1 (2009)
- Ashlynn Brooke's Lesbian Fantasies 2 (2010)
- Red Riding Hood XXX (2010)
- Wonder Woman XXX: A Hardcore Parody (2010)
- Millionaire Matchmaker XXX (2011)
- Saturday Night Live XXX: A Hardcore Parody (2011)

## Riconoscimenti
- 2007 Adultcon - Top 20 Adult Actresses[10]
- 2008 AVN Award nomination - Best New Starlet[11]
- 2008 F.A.M.E. Awards - Favorite Breasts[12]
- 2008 F.A.M.E. Awards finalist - Favorite Female Rookie[13]
- 2009 AVN Award - Best Continuing Video Series - Ashlynn Goes to College[14]
- 2009 AVN Award - Best Interactive DVD - My Plaything: Ashlynn Brooke[14]
- 2009 AVN Award - Best New Series - Ashlynn Goes to College[14]
- 2009 Exotic Dancer Award - Best Newcomer[15]
- 2009 XRCO Awards - Best Comedy, Non-Parody - Ashlynn Goes to College 2[16]
- 2010 Dr. Jay's Must See Girls[17]
- 2010 F.A.M.E. Awards nomination - Favorite Female Starlet[18]
- 2010 F.A.M.E. Awards nomination - Favorite Breasts[18]
- 2010 F.A.M.E. Awards nomination - Favorite Gonzo Movie - Ashlynn Brooke's Adventures In Sex[18]